# Merle leucomèle
Turdus leucomelas
Espèce
Statut de conservation UICN

 LC  : Préoccupation mineure
Le Merle leucomèle (Turdus leucomelas) ou grive à ventre pale, est une espèce de passereaux appartenant à la famille des Turdidae..

## Description
Il mesure environ 23 cm.

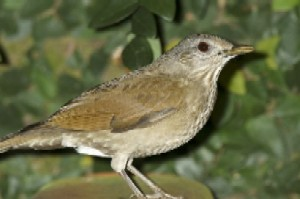
femelle

Ses ailes et son dos sont marron, son ventre beige, sa nuque et sa calotte grises. Sa gorge blanche est finement rayée de noir.

## Voix
Comme de nombreuses espèces appartenant au genre Turdus, le Merle leucomèle émet un chant clair et très mélodieux. Il chante généralement à faible hauteur caché dans la végétation.Il lui arrive parfois de chanter le haut d'une citèrne ou du toit d'une maison.

## Habitat
Le merle leucomèle vit dans les bosquets parsemant les savanes. Il peuple également les villes et les villages où il fréquente les pelouses, les haies et les jardins.

## Répartition
Son aire s'étend sur le nord et l'est de l'Amérique du Sud.
Le merle leucomèle est très commun sur le littoral guyanais mais est absent de l'intérieur des terres.

## Alimentation
Cette espèce recherche sa nourriture aussi bien au sol qu'au sommet des arbres. Elle possède un régime alimentaire varié constitué de baies et de fruits divers (bananes, papayes). Il capture également de petits lézards, des vers de terres et des insectes.

## Reproduction
Elle s'étale sur presque toute l'année au Suriname, où plusieurs nichées peuvent être élevées successivement, tandis qu'elle ne semble se dérouler que lors de la saison sèche en Guyane.La femelle construit seule un nid qu'elle utilise éventuellement plusieurs fois de suite (fait assez rare chez les passereaux), le réparant et l'agrandissant avant chaque réutilisation. La coupe, constituée d'herbes, de mousses et de boue et tapissée de racines, peut ainsi atteindre de grandes dimensions.
Cet oiseau installe son nid dans les branches basses des arbres et des buissons(elle niche parfois dans les branches hautes d'un arbre). Il peut aussi l'édifier dans des bâtiments sur une traverse, un rebord de fenêtre ou un climatiseur. Le male chante à proximité du nid pour proteger son territoire.
La femelle pond deux ou trois œufs qu'elle couve pendant 12 ou 13 jours. Les jeunes s'envolent à l'âge de 16 ou 17 jours.

## Source
- Groupe d'étude et de protection des oiseaux en Guyane (2003) Portraits d'oiseaux guyanais. Ibis Rouge Editions, Guyane, Guadeloupe, Martinique, Paris, Réunion, 479 p.